# The Village of Indian Hill
The Village of Indian Hill is een plaats (city) in de Amerikaanse staat Ohio, en valt bestuurlijk gezien onder Hamilton County.

## Demografie
Bij de volkstelling in 2000 werd het aantal inwoners vastgesteld op 5907.
In 2006 is het aantal inwoners door het United States Census Bureau geschat op 5644, een daling van 263 (-4.5%).

## Geografie
Volgens het United States Census Bureau beslaat de plaats een oppervlakte van
48,1 km², waarvan 48,0 km² land en 0,1 km² water.

## Plaatsen in de nabije omgeving
De onderstaande figuur toont nabijgelegen plaatsen in een straal van 8 km rond The Village of Indian Hill.